# Ivan Krenčey

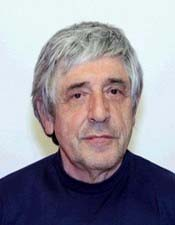
Ivan Krenčey

Ivan Krenčey (* 1943) ist ein slowakischer Autor, Journalist, Fotograf und Verfasser von deutsch-slowakischen Fachwörterbüchern.

## Leben
Krenčey war Sportlehrer, Universitätsdozent, Sprachwissenschaftler und Übersetzer aus der deutschen Sprache (Prosa- und Fachliteratur) und ist Inhaber eines Verlags. Er ist Fotograf und Mitglied des Wieners Fotoklubs Er Sie Es und des Österreichischen Fotoverbandes und für Österreich nimmt er auch teil an österreichischen und internationalen Fotowettbewerben.
Er veröffentlichte seit 1967 rund 150 Artikel für Feuilletons.
Krenčey lebt in Wien und Bratislava.

## Werke
- Die Angler auf dem Häkchen und die Kommunisten auf dem Haken. Shortstories. 2009.
- Mit Mojmír Jechout und Juraj Kalnick: Ausgewählte Patrizipationsmethoden. 1985.
- Patrizipationsmethoden bei der Vorbereitung der Führungskräfte. 1983.
- Mit Anna Krenceyova: Deutsche Grammatik. 1983.

Wörterbücher
- Deutsch-slowakisches und slowakisch-deutsches Wirtschaftswörterbuch. 1993. ISBN 978-80-88861-02-7
- Deutsch-slowakisches und slowakisch-deutsches Automobilwörterbuch.  Edicia Slovniky 1994. ISBN 978-80-967110-4-8
- Deutsch-slowakisches und slowakisch-deutsches Jagdwörterbuch. 1998.
- Deutsch-slowakisches und slowakisch-deutsches Fachwörterbuch für Elektrotechnik. 2008.
- Deutsch-slowakisches und slowakisch-deutsches Fachwörterbuch für Telekommunikationen. 2007.
- Deutsch-slowakisches und slowakisch-deutsches Fachwörterbuch für Bauwesen. 2006.
- Mit Anna Krenceyova: Das große deutsch-slowakische technische Wörterbuch in 2 Bänden. 2009, ISBN 978-80-88861-86-7
- Mit Anna Krenceyova: Deutsch-slowakisches und slowakisch-deutsches Fachwörterbuch  Právo - Ekonomika (Recht - Wirtschaft). Bratislava, Krencey, CCJ-Fremdsprachenzentrum, 2002, 2013. ISBN 978-80-88861-02-7

| Personendaten    | Personendaten                                                               |
| ---------------- | --------------------------------------------------------------------------- |
| NAME             | Krenčey, Ivan                                                               |
| KURZBESCHREIBUNG | slowakischer Lexikograf, Buchautor, freischaffender Journalist und Fotograf |
| GEBURTSDATUM     | 1943                                                                        |